# Anacampseros arachnoides
Anacampseros arachnoides és una espècie de planta suculenta del gènere Anacampseros, que pertany a la família Anacampserotaceae.

## Descripció
És una petita planta suculenta de fulles gruixudes de color verd, vermellós o marró fosc, que acaben en punta. Forma rosetes que es van estenent formant una estora.
Les tiges són erectes, esveltes, de fins a 5 cm de llarg.
Les fulles són peludes, compactes i ordenades densament en espiral de 2/5 (per contra, les de A. albidiflora i A. filamentosa són generalment en espiral de 3/8). Cada fulla té una forma ovoide, tan gruixuda com ampla (20 mm de llarg per 15 mm d'amplada) i té una petita punta aguda.
Les flors poden ser blanques o roses i només s'obriran a la tarda durant unes hores, si s'exposen al sol. Les copioses llavors petites i blanques es distribueixen pel vent.

## Distribució
Planta endèmica de Sud-àfrica, a les províncies del Cap Occidental i Cap Oriental, i creix al Petit Karoo i al Gran Karoo, en escletxes rocoses, sòls rocosos, entre herbes i protegides per arbusts o matolls.

## Taxonomia
Anacampseros arachnoides va ser descrita per John Sims (Sims) i publicada al Botanical Magazine; or, Flower-Garden Displayed ... London 33: t. 1368 (1811).
Etimologia
Anacampseros: nom genèric que deriva de les paraules gregues: Anakampto = 'recuperar' i eros = 'amor'.
arachnoides: epítet que deriva del llatí que significa 'semblant a una teranyina'.
Sinonímia
- Anacampseros arachnoides (Haw.) Sims
  - Portulaca arachnoides Haw.
  - Ruelingia arachnoides Haw.
  - Talinum arachnoides W.T.Aiton
- Anacampseros arachnoides var. rubens (Haw.) Sond.
  - Anacampseros rubens (Haw.) Sweet
  - Portulaca rubens Haw.
  - Ruelingia rubens Haw.
  - Talinum rubens Steud.
- Anacampseros filamentosa var. depauperata A.Berger
  - Anacampseros depauperata (A.Berger) Poelln.
- Anacampseros gracilis Poelln.
- Anacampseros rubroviridis Poelln.
- Anacampseros schoenlandii Poelln.
- Talinum retusum Willd.